# كريل مستصغر العيون
كريل مستصغر العيون (الاسم العلمي: Thysanopoda microphthalma) هو نوع من المفصليات يتبع جنس كريل مهدب القدم من الفصيلة الكريلية.